# Luxmanda
Luxmanda est un site archéologique situé dans le district de Babati, dans la région de Manyara, au centre-nord de la Tanzanie. Découvert en 2012, il est rattaché au Néolithique pastoral de savane et a livré des restes fossiles humains datés d'environ 1100 av. J.-C. dont on a pu extraire de l'ADN ancien.

## Description
Les fouilles ont permis d'identifier le plus grand et le plus méridional des sites archéologiques appartenant au Néolithique pastoral de savane (NPS), une culture pastorale d'Afrique de l'Est qui fait partie du Néolithique pastoral et qui commence vers 3000 av. J.-C.. Les datations par le carbone 14 du charbon de bois, du collagène humain et des résidus de matières organiques trouvés dans les vestiges de poteries indiquent que Luxmanda fut occupé entre environ 1200 et 900 av. J.-C.. Des céramiques (du type Narosura), des outils lithiques, des os travaillés, de l'ivoire, des œufs d'autruche et des ossements fossiles humains et d'animaux domestiques ont été découverts sur le site. Les habitants de Luxmanda étaient des bergers nomades, qui dépendaient des bovins, des ovins, des caprins et des ânes pour leur subsistance. Le Néolithique pastoral de savane a été suivi de l'Âge du fer pastoral et de l'expansion bantoue.

## Génétique
L'analyse de l'ADN ancien extrait d'un squelette fossile de bébé féminin vieux de 3 100 ans, exhumé à Luxmanda, a montré sa proximité génétique minoritaire avec les populations levantines du Néolithique ancien. Ce lien serait dû soit à la migration vers l'Afrique orientale de descendants des premiers cultivateurs levantins, soit à la descendance commune des deux populations d'un groupe ancestral dont la localisation reste indéterminée. La partie majoritaire de l'ADN du bébé de Luxmanda est fortement apparentée à l'ADN d'une population de chasseurs-cueilleurs qui habitait l'Éthiopie vers 2500 av. J.-C. : 62,2 à 62,8 % du génome serait issu des chasseurs-cueilleurs, et 37,2 à 37,8 % des cultivateurs levantins. Une hypothèse alternative fait intervenir les Dinkas dans un scénario à trois populations, avec une proportion estimée à 39 ± 1 % du génome hérité d'ancêtres levantins. Du côté matrilinéaire, le spécimen de Luxmanda porte l'haplogroupe L2a1 de l'ADNmt.
Tous les individus masculins testés pour l'ADN du chromosome Y appartiennent au sous-clade E1b1b, issu de l'haplogroupe E, qui est l'haplogroupe le plus répandu en Afrique.

## Analyse
Les chercheurs avaient précédemment daté l'arrivée en Afrique de l'Est des populations d'origine levantine d'environ 1000 av. J.-C. Les nouvelles données génétiques suggèrent un lien entre ces dernières et la diffusion du Néolithique pastoral de savane en Afrique orientale, et donc une arrivée plus ancienne. On ne connait pas la langue de la population de Luxmanda, mais les linguistes présument qu'elle parlait une langue couchitique, remplacée depuis en Tanzanie principalement par des langues bantoues.
La population à laquelle appartient l'individu de Luxmanda a peut-être également contribué à introduire l'élevage en Afrique australe, puisqu'un individu, daté d'environ 800 apr. J.-C., appartenant à une société pastoraliste, trouvé dans la région du Cap-Occidental en Afrique du Sud, s'est avéré présenter des similitudes avec le spécimen de Luxmanda.